# Adrian Cruciat
Adrian Cruciat (* 31. März 1983 in Timișoara) ist ein ehemaliger rumänischer Tennisspieler.

## Karriere
Cruciat begann mit 8 Jahren mit dem Tennis und konnte bereits als Junior erste Turniere gewinnen. Er nahm 2000 an drei Grand-Slam-Turnieren teil und schaffte bei den French Open den Sprung ins Viertelfinale, wo er gegen Nicolas Mahut verlor. Seine beste Einzelplatzierung war der 5. Rang im Mai 2000.
Bereits 1999 spielte er erste Turniere bei den Profis auf der drittklassigen ITF Future Tour, ohne nennenswerte Erfolge zu feiern. So schaffte er auch erst 2001 den Sprung in die Top 1000 der Weltrangliste. Bei seinem ersten Auftritt im Mai 2003 auf der höher dotierten ATP Challenger Tour in Budapest gelang ihm im Doppel der Sprung ins Halbfinale. In der Folgezeit war er wieder hauptsächlich auf der Future Tour aktiv, wo er in seiner Karriere 14 Einzel- und 21 Doppeltitel gewann. Erst 2007 gelang ihm ein kleiner Durchbruch. So zog er sowohl im Einzel als auch im Doppel auf der Challenger Tour vermehrt ins Halbfinale ein, wodurch er im Einzel vor dem Sprung in die Top 200 stand.
Im Januar 2008 scheiterte er im Einzel in der Qualifikation für die Australian Open, ebenso wie später bei den French Open und Wimbledon Championships. Auf der Challenger Tour konnte er seinen einzigen Titelgewinn feiern. In Saint-Brieuc setzte er sich im Doppel an der Seite von Daniel Muñoz de la Nava in drei Sätzen durch. Im Anschluss daran belegte er mit dem 218. Rang seine beste Doppelplatzierung. Im Juni gelang ihm mit dem 148. Rang sein höchstes Einzelranking. In Bukarest zog Cruciat im September nach der Aufgabe seines Gegners in die zweite Runde ein und feierte seinen einzigen Sieg auf der ATP World Tour. Im selben Monat gab er sein Debüt für die rumänische Davis-Cup-Mannschaft. Er trat im Play-off-Spiel gegen Indien im Doppel an. Er verlor die Partie mit seinem Partner Horia Tecău, insgesamt gewann Rumänien und blieb in der Weltgruppe. In der Folgezeit spielte er vermehrt Turniere auf der Future Tour und beendete 2012 seine aktive Karriere. Im Anschluss daran arbeitete er als TV-Experte bei einem rumänischen Sportsender.

## Erfolge
| Legende (Anzahl der Siege)  |
| Grand Slam                  |
| ATP World Tour Finals       |
| ATP World Tour Masters 1000 |
| ATP World Tour 500          |
| ATP World Tour 250          |
| ATP Challenger Tour (1)     |

### Doppel

#### Turniersiege
| Nr. | Datum         | Turnier      | Belag    | Partner                 | Finalgegner              | Ergebnis         |
| --- | ------------- | ------------ | -------- | ----------------------- | ------------------------ | ---------------- |
| 1.  | 5. April 2008 | Saint-Brieuc | Sand (i) | Daniel Muñoz de la Nava | Yu Xinyuan Zeng Shaoxuan | 4:6, 6:4, [10:4] |